# Bataille de Tabocas
Guerre néerlando-portugaise
La bataille de Tabocas, également connue sous le nom de bataille du mont Tabocas, s'est déroulée entre les armées néerlandaise et portugaise.
La bataille a eu lieu au mont des Tabocas, dans la capitainerie de Pernambuco, le 3 août 1645. Elle a été remportée par les forces portugaises. La bataille fut une première grande victoire au cours de la période de guerre de neuf ans qui conduira au retrait des Hollandais du nord-est du Brésil.